# Phauloppia pilosa
Phauloppia pilosa är en kvalsterart som först beskrevs av Koch 1841.  Phauloppia pilosa ingår i släktet Phauloppia och familjen Oribatulidae. Inga underarter finns listade i Catalogue of Life.